# Breutelia viguieri
Breutelia viguieri là một loài rêu trong họ Bartramiaceae. Loài này được Cardot mô tả khoa học đầu tiên năm 1916.